# Pablo Lagos Enríquez
Pablo Lagos Enríquez es un meteorólogo, físico e investigador peruano. Bachiller en ciencias físicas y matemáticas por la Universidad Nacional Mayor de San Marcos, Master y PhD. en Meteorología por el Instituto Tecnológico de Massachusetts (MIT). Sus principales áreas de investigación son la meteorología, oceanografía, predicción climática, así como la ciencia y dimensión humana del cambio climático. Ha sido investigador principal del Instituto Geofísico del Perú, parte del Ministerio de Ambiente; así como catedrático de la Universidad Nacional Mayor de San Marcos.